# Audrey Cordon-Ragot
Audrey Cordon-Ragot (Pontivy, 22 settembre 1989) è un'ex ciclista su strada francese. Attiva dal 2008 al 2024 in formazioni UCI, è pluri-campionessa nazionale in linea e a cronometro.

## Palmarès

### Strada
- 2007 (Juniores)

Chrono des Nations - Les Herbiers Vendée, Juniores (cronometro)
- 2011 (Vienne Futuroscope, due vittorie)

Campionati francesi, Prova a cronometro Under-23
Campionati francesi, Prova in linea Under-23
- 2012 (Vienne Futuroscope, due vittorie)

Grand Prix du Morbihan
Cholet Pays de Loire Dames
Classic Féminine de Vienne Nouvelle-Aquitaine
- 2013 (Vienne Futuroscope, due vittorie)

Classic Féminine de Vienne Nouvelle-Aquitaine
Classifica generale Tour de Bretagne Féminin
- 2014 (Hitec Products, quattro vittorie)

Grand Prix du Morbihan
Classic Féminine de Vienne Nouvelle-Aquitaine
4ª tappa Tour de Bretagne Féminin (Lampaul-Ploudalmézeau > Landivisiau)
5ª tappa Route de France féminine (Paucourt > Migennes)
- 2015 (Wiggle-Honda, due vittorie)

Cholet Pays de Loire Dames
Campionati francesi, Prova a cronometro Elite
- 2016 (Wiggle-High5, una vittoria)

Campionati francesi, Prova a cronometro Elite
- 2017 (Wiggle-High5, due vittorie)

Campionati francesi, Prova a cronometro Elite
Chrono des Nations - Les Herbiers Vendée
- 2018 (Wiggle-High5, una vittoria)

Campionati francesi, Prova a cronometro Elite
- 2019 (Trek-Segafredo, due vittorie)

Drentse Acht van Westerveld
Classifica generale Tour de Bretagne Féminin
- 2020 (Trek-Segafredo, due vittorie)

Campionati francesi, Prova in linea Elite
3ª tappa Tour Cycliste Féminin International de l'Ardèche (Avignone > Avignone)
- 2021 (Trek-Segafredo, una vittoria)

Campionati francesi, Prova a cronometro Elite
- 2022 (Trek-Segafredo, quattro vittorie)

Campionati francesi, Prova a cronometro Elite
Campionati francesi, Prova in linea Elite
Vårgårda West Sweden RR
5ª tappa Holland Ladies Tour (Windraak) > (Watersley)
- 2024 (Human Powered Health, una vittoria)

Campionati francesi, Prova a cronometro Elite

#### Altri successi
- 2014 (Hitec Products)

Classifica a punti Tour de Bretagne Féminin
- 2017 (Hitec Products)

Classifica scalatrici The Women's Tour
- 2019 (Trek-Segafredo)

Vårgårda West Sweden TTT (cronosquadre)
- 2020 (Trek-Segafredo)

1ª tappa Giro Rosa (Grosseto, cronosquadre)
- 2022 (Trek-Segafredo)

Vårgårda West Sweden TTT (cronosquadre)
- 2023 (Human Powered Health)

Campionati europei, Staffetta (con la Nazionale)

### Pista
- 2013

Campionati francesi, Inseguimento a squadre (con Fiona Dutriaux e Pascale Jeuland)

## Piazzamenti

### Grandi Giri
- Giro d'Italia

2014: 33ª
2015: ritirata (2ª tappa)
2016: 44ª
2017: 50ª
2018: 53ª
2019: 99ª
2020: fuori tempo massimo (6ª tappa)
2023: 52ª
- Tour de France

2022: 78ª
2023: 33ª
2024: 93ª

### Competizioni mondiali
- Campionati del mondo su strada

Spa-Francorchamps 2006 - In linea Junior: 29ª
Aguascalientes 2007 - Cronometro Junior: 14ª
Aguascalientes 2007 - In linea Junior: 27ª
Copenaghen 2011 - In linea Elite: 87ª
Valkenburg 2012 - Cronometro Elite: 18ª
Valkenburg 2012 - In linea Elite: ritirata
Toscana 2013 - Cronometro Elite: 18ª
Toscana 2013 - In linea Elite: ritirata
Ponferrada 2014 - Cronometro Elite: 23ª
Ponferrada 2014 - In linea Elite: 16ª
Richmond 2015 - Cronosquadre: 4ª
Richmond 2015 - Cronometro Elite: 23ª
Richmond 2015 - In linea Elite: 53ª
Doha 2016 - Cronometro Elite: 22ª
Doha 2016 - In linea Elite: 88ª
Bergen 2017 - Cronometro Elite: 13ª
Bergen 2017 - In linea Elite: 40ª
Innsbruck 2018 - Cronosquadre: 4ª
Innsbruck 2018 - Cronometro Elite: 19ª
Innsbruck 2018 - In linea Elite: 73ª
Yorkshire 2019 - Cronometro Elite: 30ª
Yorkshire 2019 - In linea Elite: 17ª
Imola 2020 - Cronometro Elite: 11ª
Imola 2020 - In linea Elite: 13ª
Fiandre 2021 - Cronometro Elite: 16ª
Fiandre 2021 - In linea Elite: 27ª
Glasgow 2023 - Staffetta: 2º
Glasgow 2023 - In linea Elite: 26ª
Zurigo 2024 - Staffetta: 4º
- Giochi olimpici

Londra 2012 - In linea: fuori tempo massimo
Londra 2012 - Cronometro: 15ª
Rio de Janeiro 2016 - In linea: 37ª
Rio de Janeiro 2016 - Cronometro: 24ª
Parigi 2024 - Cronometro: 9ª
Parigi 2024 - In linea: 38ª

### Competizioni europee
- Campionati europei su strada

Sofia 2007 - Cronometro Junior: 4ª
Sofia 2007 - In linea Junior: 50ª
Verbania 2008 - Cronometro Under-23: 14ª
Hooglede 2009 - Cronometro Under-23: 18ª
Hooglede 2009 - In linea Under-23: 42ª
Offida 2011 - Cronometro Under-23: 5ª
Plumelec 2016 - Cronometro Elite: 5ª
Plumelec 2016 - In linea Elite: 12ª
Herning 2017 - Cronometro Elite: 13ª
Herning 2017 - In linea Elite: 73ª
Glasgow 2018 - In linea Elite: 29ª
Glasgow 2018 - Cronometro Elite: 4ª
Plouay 2020 - Cronometro Elite: 10ª
Plouay 2020 - In linea Elite: 5ª
Plouay 2020 - Staffetta mista: 4ª
Trento 2021 - Cronometro Elite: 15ª
Trento 2021 - In linea Elite: ritirata
Monaco di Baviera 2022 - Cronometro Elite: 4ª
Monaco di Baviera 2022 - In linea Elite: 55ª
Drenthe 2023 - Cronometro Elite: 4ª
Drenthe 2023 - Staffetta mista Elite: vincitrice
Drenthe 2023 - In linea Elite: 66ª
Limburgo 2024 - In linea Elite: 66ª
- Campionati europei su pista

Pruszków 2008 - Inseguimento a squadre Under-23: 2ª
Pruszków 2008 - Inseguimento individuale Under-23: 11ª